# Lijst van prinsen van Dol Amroth

Wapenschild van Dol Amroth

De prinsen van Dol Amroth zijn fictieve figuren uit Midden-aarde, de wereld waarover verhaald wordt in de werken van J.R.R. Tolkien.
Het waren afstammelingen van Elendil die de rijken in ballingschap Arnor en Gondor had opgericht en regeerden over de zuidelijke Gondoriaanse leen Dor-en-Ernil, dat in het Nederlands Land van de Prins betekent.
Hieronder volgt een lijst van de lijn van de prinsen. Alle data zijn aangegeven in de tijdrekening van de derde Era, tenzij anders aangegeven. Een aanzienlijk deel van de lijn is onbekend.

## Prinsen van Dor-en-Ernil
- Adrahil I, prins van Dor-en-Ernil
- Imrazôr, prins van Dor-en-Ernil

## Prinsen van Dol Amroth
- Galador, 1ste Prins van Dol Amroth (2004 - 2129)
- Onbekend, 2de Prins van Dol Amroth (2060 - 2206)
- Onbekend, 3de Prins van Dol Amroth (2120 - 2254)
- Onbekend, 4de Prins van Dol Amroth (2172 - 2299)
- Onbekend, 5de Prins van Dol Amroth (2225 - 2348)
- Onbekend, 6de Prins van Dol Amroth (2274 - 2400)
- Onbekend, 7de Prins van Dol Amroth (2324 - 2458)
- Onbekend, 8ste Prins van Dol Amroth (2373 - 2498)
- Onbekend, 9de Prins van Dol Amroth (2418 - 2540)
- Onbekend, 10de Prins van Dol Amroth (2463 - 2582)
- Onbekend, 11de Prins van Dol Amroth (2505 - 2623)
- Onbekend, 12de Prins van Dol Amroth (2546 - 2660)
- Onbekend, 13de Prins van Dol Amroth (2588 - 2701)
- Onbekend, 14de Prins van Dol Amroth (2627 - 2733)
- Onbekend, 15de Prins van Dol Amroth (2671 - 2746), hij werd gedood door kapers van Umbar.
- Onbekend, 16de Prins van Dol Amroth (2709 - 2799), hij kwam om in gevecht.
- Onbekend, 17de Prins van Dol Amroth (2746 - 2859)
- Onbekend, 18de Prins van Dol Amroth (2785 - 2899)

#### Aglahad
Aglahad, geboren in 2827, is de 19de prins van Dol Amroth ten tijde van stadhouder Turgon. Toen hij in het jaar 2932 overleed werd hij opgevolgd door zijn zoon Angelimir.

#### Angelimir
Angelimir, geboren in 2866, is de 20ste prins van Dol Amroth ten tijde van stadhouder Ecthelion II. Toen hij in het jaar 2977 overleed werd hij opgevolgd door zijn zoon Adrahil II.

#### Adrahil II
Adrahil II, geboren in 2917, is de 21ste prins van Dol Amroth ten tijde van stadhouder Denethor II. Adrahil had twee dochters: Ivriniel en Finduilas, die was getrouwd met de stadhouder en moeder van Boromir en Faramir. Toen hij in 3010 overleed werd hij opgevolgd door zijn zoon Imrahil.

#### Imrahil
Imrahil, geboren in 2955 en 22ste prins van Dol Amroth, wordt uitgebreid beschreven in In de Ban van de Ring en vocht mee in de Oorlog om de Ring. Tijdens de Slag op de Velden van Pelennor, streed Imrahil samen met zijn Zwanenridders van Dol Amroth, tegen de legers van Mordor. Hij redde in diezelfde slag Faramir, die was getroffen door een pijl, en bracht hem terug naar de Minas Tirith. Later vocht Imrahil ook mee in de Slag van de Morannon, waarin Sauron definitief werd verslagen. Toen Imrahil in het jaar 34 van de Vierde Era overleed werd hij opgevolgd door zijn zoon Elphir. Hij had ook een dochter: Lothíriel. Zij trouwde met Éomer, de koning van Rohan.

## Prinsen in het Herenigd Koninkrijk
Imrahil werd in de Vierde Era de prins van Dol Amroth in het Herenigd Koninkrijk. Hij regeerde tot het jaar 34.

#### Elphir
Elphir, geboren in het jaar 2987 van de Derde Era, is de 23ste prins van Dol Amroth ten tijde van koning Elessar. Toen hij in het jaar 67 van de Vierde Era overleed werd hij opgevolgd door zijn zoon Alphros.

#### Alphros
Alphros, geboren in het jaar 3017 van de Derde Era, is de 24ste prins van Dol Amroth ten tijde van koning Elessar. Hij overleed in het jaar 95 van de Vierde Era.